# Nephthea setoensis
Nephthea setoensis is een zachte koraalsoort uit de familie Nephtheidae. De koraalsoort komt uit het geslacht Nephthea. Nephthea setoensis werd in 1954 voor het eerst wetenschappelijk beschreven door Utinomi. 